# Rio Manu
O rio Manu é um rio que nasce nas montanhas do estado de Tripurá, na Índia. Depois de uma passagem com rápidos por terreno montanhoso, torna-se mais lento e apresenta meandros no percurso, que inclui as planícies de Sylhet. junta-se ao rio Kushiyara em Manumukh no distrito de Maulvi Bazar, no Bangladexe.